# プッチM
『プッチM』（ぷっちえむ）は北陸放送の音楽番組。放送時間は正味3分ほどのミニ番組で、主に深夜の時間帯に放送されている。

## 番組概要
- この番組はアーティストのコメントおよびプロモーションビデオが放送されている（時間帯等でプロモーションビデオのみの場合あり）。なお、北陸放送のアナウンサーはナレーションも含めて出演していない。
- 出演アーティストは原則として1組である。
- 番組開始当初は標準画質で制作されていたが、現在は全面的にハイビジョン制作の番組である。また、地上アナログ放送ではレターボックス方式で放送されている。
- 通常、音楽番組では著作権保護のために番組のチャンネルロゴ表示を付ける場合が多いが、『プッチM』ではウォーターマーク導入時期が2006年頃と先行していた全国ネットの番組（TBSの『COUNT DOWN TV』など）より遅くなった。

## 放送時間
- 月曜日・水曜日 - 22:54～23:00
- 金曜日 - 23:55～23:59
- 土曜日（日曜日未明） - 26:20～26:23（2:20～2:23）
- 日曜日 - 22:54～23:00

## ネット局
| 放送対象地域 | 放送局         | 放送日時               | 備考                                    |
| ------------ | -------------- | ---------------------- | --------------------------------------- |
| 石川県       | 北陸放送       | 上記の放送時間         | 製作局                                  |
| 関東広域圏   | TBSテレビ      | 毎週木曜 26:55 - 27:00 | 2010年7月15日より日曜日放送分を放送開始 |
| 福島県       | テレビユー福島 | 毎週金曜 22:54 - 23:00 | 2010年7月16日より水曜日放送分を放送開始 |
| 福岡県       | RKB毎日放送    | 毎週土曜 9:25 - 9:00   | 2010年7月17日より日曜日放送分を放送開始 |